# Касабеков, Асылбек Таупашевич
Асылбек Таупашевич Касабеков (20 июня 1950, село Турксиб, Алма-Атинский район, Алма-Атинская область, Казахская ССР — 25 октября 2005, Алма-Ата, Казахстан) — советский и казахстанский инженер. Лауреат Государственной премии Казахстана (посмертно, 2005).

## Биография
Родился 28 июня 1950 года в селе Турксиб Алма-Атинского района (ныне в составе Турксибского района Алма-Аты). В 1965 году окончил восемь классов школы, а в 1969 году — Алма-Атинский строительный техникум.
Трудовую деятельность начал в 1969 году в должности мастера треста «Алма-Атаоблгаз». В 1971 году перешёл в управление водопровода и канализации Алма-Аты, на станцию мехочистки. С 1972 по 1978 годы учился во Всесоюзном заочном инженерно-строительном институте (ныне Московская государственная академия коммунального хозяйства и строительства). После получения диплома стал начальником цеха биологической очистки. В 1982 году стал начальником станции аэрации.
Занимался совершенствованием техники и технологии очистки сточных вод Алма-Аты с целью обеспечения экологической безопасности.
Скоропостижно скончался 25 октября 2005 года.

## Награды
Асылбек Касабеков был удостоен следующих наград:
- Грамота Верховного Совета Казахской ССР (указ Президиума Верховного Совета Казахской ССР от 23 января 1987 года).
- Государственная премия Республики Казахстан (посмертно, постановление Правительства Республики Казахстан от 16 ноября 2005 года № 1131).

## Память
В честь инженера открыта мемориальная доска на здании Алматинской станции аэрации.
Одна из улиц села Мухаметжан Туймебаева Ащибулакского сельского округа (Илийский район, Алматинская область) носит название Асылбека Касабекова.